# Salthill Devon Football Club
Maillots

Salthill Devon Football Club est un club de football Irlandais basé à Salthill dans la banlieue de Galway.  Il gagne le droit de jouer en Championnat d'Irlande de deuxième division, la First Division, au terme de la saison 2009 en remportant la poule 1 du A championship. Le club joue ses matchs à domicile au Drom Clubhouse. Ses couleurs sont le bleu clair et le blanc.

## Histoire du club
Le club du Salthill Devon est créé en 1977 de la fusion de deux clubs de l’agglomération de Galway, le Salthill Athletic et le Devon Celtic.
Au cours de son histoire relativement courte, le club a progressé graduellement essentiellement grâce à la possibilité d’utiliser les installations du Drom Clubhouse. Le club est avant tout un club de formation des jeunes footballeurs de la région. Plusieurs jeunes sortis des équipes de jeunes sont actuellement professionnels en Angleterre et en Irlande : Rory Ginty à Crystal Palace, Colin Hawkins à Coventry City, Vinny Faherty et John Russell à Galway United.
Le club organise aussi un tournoi international de jeunes footballeurs entre 12 et 16 ans. Ce tournoi rapporte au club une conséquente part de son budget annuel.

## A Championship
Depuis 2008, le Salthill Devon est inscrit dans la nouvelle compétition organisée par l'Association irlandaise de football le A Championship. Cette compétition permet aux clubs désirant à terme obtenir le statut professionnel de s’aguerrir dans une compétition nationale et de se confronter aux équipes réserves des clubs irlandais professionnels. 
Après une première saison de découverte, le Salthill Devon remporte la poule 1 du championnat et ne perd le titre qu’en finale contre l’équipe réserve des Shamrock Rovers. Avec l’annonce du retrait du football professionnel du Kildare County F.C., Salthill est directement promu en First Division, la deuxième division nationale irlandaise.